# محمد عواد (سياسي)
محمد عواد (13 يناير 1922 - 23 فبراير 2007) سياسي مغربي.

## مسيرته
من مواليد مدينة سلا سنة 1922. بعد استكمال دراسته العليا في باريس بجامعة السوربون، امتهن مهنة التعليم إلى غاية سنة 1945، اختاره الملك محمد الخامس سكرتيرا خاصا لولي العهد آنذاك الحسن الثاني، وهكذا أصبح عواد أول مدير عام للديوان الملكي سنة 1959، ثم عُيّن سفيرا لدى الجزائر، وتونس، وعين أيضا وزيرًا مكلفًا بتعليم الأمراء والأميرات، وفي يناير 1980 عيّنه الملك الراحل الحسن الثاني مستشارًا له، وفي ديسمبر من السنة أصبح عضوًا في مجلس الوصاية. وقد أسس عواد في يناير 1986 جمعية أبي رقراق بسلا.